# سيرجيو ماسييل
سيرجيو ماسييل (بالإسبانية: Silvano Maciel)‏ هو لاعب كرة قدم أرجنتيني في مركز الهجوم، ولد في 7 ديسمبر 1965 في غريغوريو دي لافيريري في الأرجنتين، وتوفي في 4 أغسطس 2008 في إيسيدرو كاسانوفا في الأرجنتين. شارك مع منتخب الأرجنتين لكرة القدم. أما مع النوادي، فقد لعب مع إستوديانتيس دي لا بلاتا ونادي ديبورتيفو طليطلة ونادي سان لورينزو ونادي هامبورغ 08.

## وصلات خارجية
- سيرجيو ماسييل على موقع قاعدة بيانات كرة القدم.إي يو (الإنجليزية)
- سيرجيو ماسييل على موقع بيانات كرة القدم. دي إي (الألمانية)
- سيرجيو ماسييل على موقع ناشيونال فوتبول تيمز (الإنجليزية)
- سيرجيو ماسييل على موقع عالم كرة القدم.نت (الإنجليزية)